# Shrewsbury (Nueva Jersey)
Shrewsbury es un borough ubicado en el condado de Monmouth en el estado estadounidense de Nueva Jersey. En el año 2010 tenía una población de 3,809 habitantes y una densidad poblacional de 656.7 personas por km².

## Geografía
Shrewsbury se encuentra ubicado en las coordenadas 40°19′36″N 74°03′34″O / 40.32667, -74.05944.

## Demografía
Según la Oficina del Censo en 2000 los ingresos medios por hogar en la localidad eran de $86,911 y los ingresos medios por familia eran $192,719. Los hombres tenían unos ingresos medios de $85,875 frente a los $37,554 para las mujeres. La renta per cápita para la localidad era de $38,218. Alrededor del 1% de la población estaba por debajo del umbral de pobreza.